# Karauli (ciutat)
Karauli (també Karoli o Kerowlee) és una ciutat del Rajasthan a l'Índia, capçalera del districte de Karauli. Està a uns 275 metres sobre el nivell del mar. El 2001 tenia 166.179 habitants.
La ciutat existeix des del 1348 (abans portava el nom de Kalyanji), i està situada en una posició defensiva natural amb turons al nord i est, i a més a més amb una gran muralla amb sis portes. Dins la ciutat es troba el palau del maharaja amb una gran porta i impressionants balconades, antigament fortí, que fou residència reial fins al 1950, i amb una antiguitat de 600 anys.
A la ciutat destaquen les cases blaves. Molt important és el temple de Madan Mohanji dedicat a Krishna i prop de la ciutat el temple de Kaila Devi on es fa una fira cada any al turó Chaitra (primavera). Una altra residència real, el Palau de Bhawar Vilas de 1938, és actualment un hotel dirigit pels descendents del darrer maharaja.